# Уряд Чилі
Уряд Чилі — вищий орган виконавчої влади Чилі.

## Голова уряду
- Президент — Мішель Бачелет (ісп. Michelle Bachelet Jeria).

## Кабінет міністрів
Склад чинного уряду подано станом на 14 грудня 2016 року.
| Логотип | Міністерство                                                       | Міністр                                                         | Фото | Час на посаді | Час на посаді | Партія | Партія | Вебсайт |
| ------- | ------------------------------------------------------------------ | --------------------------------------------------------------- | ---- | ------------- | ------------- | ------ | ------ | ------- |
|         | Міністерство внутрішніх справ і громадської безпеки                | Маріо Фернандес Баєса (Mario Fernandez Baeza)                   |      |               |               |        |        |         |
|         | Міністерство гірничої промисловості                                | Аврора Вільямс Баусса (Aurora Williams Baussa)                  |      |               |               |        |        |         |
|         | Міністерство державної власності                                   | Нівіа Палма Манрікес (Nivia Palma Manriquez)                    |      |               |               |        |        |         |
|         | Міністерство екології                                              | Пабло Баденьєр Мартінес (Pablo Badenier Martinez)               |      |               |               |        |        |         |
|         | Міністерство економіки, розвитку і туризму                         | Луїс Феліпе Цеспедес Сіфуентес (Luis Felipe Cespedes Cifuentes) |      |               |               |        |        |         |
|         | Міністерство енергетики                                            | Андрес Реболледо Смітманс (Andres Rebolledo Smitmans)           |      |               |               |        |        |         |
|         | Міністерство житлово-комунального господарства                     | Альберто Ундуррага Вікуна (Alberto Undurraga Vicuna)            |      |               |               |        |        |         |
|         | Міністерство житлово-комунального господарства і міського розвитку | Пауліна Сабал Астабуруага (Paulina Saball Astaburuaga)          |      |               |               |        |        |         |
|         | Міністерство зв'язку і преси                                       | Паула Нарваєс Охеда (Paula Narvaez Ojeda)                       |      |               |               |        |        |         |
|         | Міністерство закордонних справ                                     | Херальдо Муньос Валесуела (Heraldo Munoz Valenzuela)            |      |               |               |        |        |         |
|         | Міністерство координації політики                                  | Ніколас Ейзагуїрре Гузман (Nicolas Eyzaguirre Guzman)           |      |               |               |        |        |         |
|         | Міністерство культури і мистецтв                                   | Ернесто Оттоне Рамірес (Ernesto Ottone Ramirez)                 |      |               |               |        |        |         |
|         | Міністерство оборони                                               | Хосе Антоніо Гомес Уррутіа (Jose Antonio Gomez Urrutia)         |      |               |               |        |        |         |
|         | Міністерство освіти                                                | Адріана Делпіано Пуелмо (Adriana Delpiano Puelmo)               |      |               |               |        |        |         |
|         | Міністерство охорони здоров'я                                      | Кармен Кастілло Таучер (Carmen Castillo Taucher)                |      |               |               |        |        |         |
|         | Міністерство праці та соціального забезпечення                     | Алехандра Краусс Валле (Alejandra Krauss Valle)                 |      |               |               |        |        |         |
|         | Міністерство соціального розвитку                                  | Мркос Барраза Гомес (Marcos Barraza Gomez)                      |      |               |               |        |        |         |
|         | Міністерство спорту                                                | Пабло Сквелла Серрано (Pablo Squella Serrano)                   |      |               |               |        |        |         |
|         | Міністерство сільського господарства                               | Карлос Фурке Гуахардо (Carlos Furche Guajardo)                  |      |               |               |        |        |         |
|         | Міністерство транспорту і телекомунікацій                          | Андрес Гомес-Лобо (Andres Gomez-Lobo)                           |      |               |               |        |        |         |
|         | Міністерство у справах жінок і гендерної рівності                  | Клаудіа Паскуаль Грау (Claudia Pascual Grau)                    |      |               |               |        |        |         |
|         | Міністерство фінансів                                              | Родріго Вальдес Пулідо (Rodrigo Valdes Pulido)                  |      |               |               |        |        |         |
|         | Міністерство юстиції та прав людини                                | Хайме Кампос Квірога (Jaime Campos Quiroga)                     |      |               |               |        |        |         |